# Les Etchemins
Les Etchemins es un municipio regional de condado (MRC) de Quebec en Canadá. Está ubicado en la región administrativa de Chaudière-Appalaches. La sede y municipio más poblado es Lac-Etchemin.

## Geografía

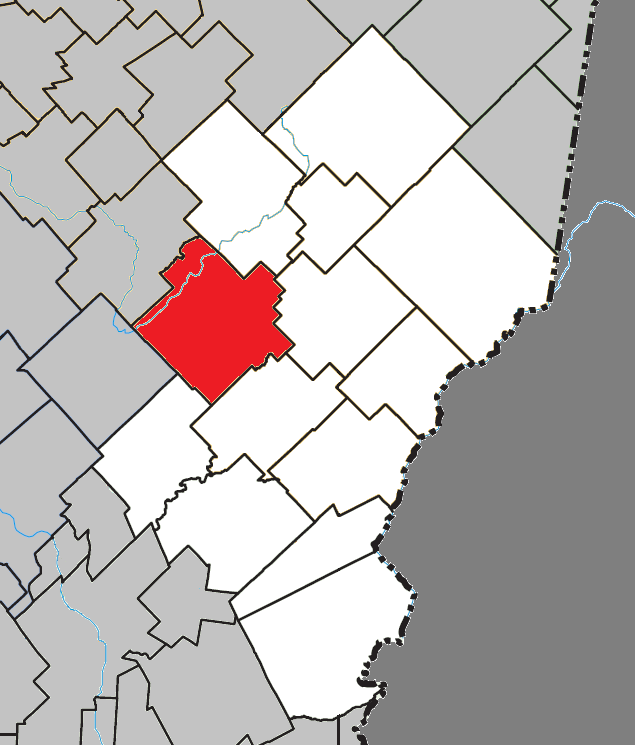
MRC de Les Etchemins, en rojo Lac-Etchemin

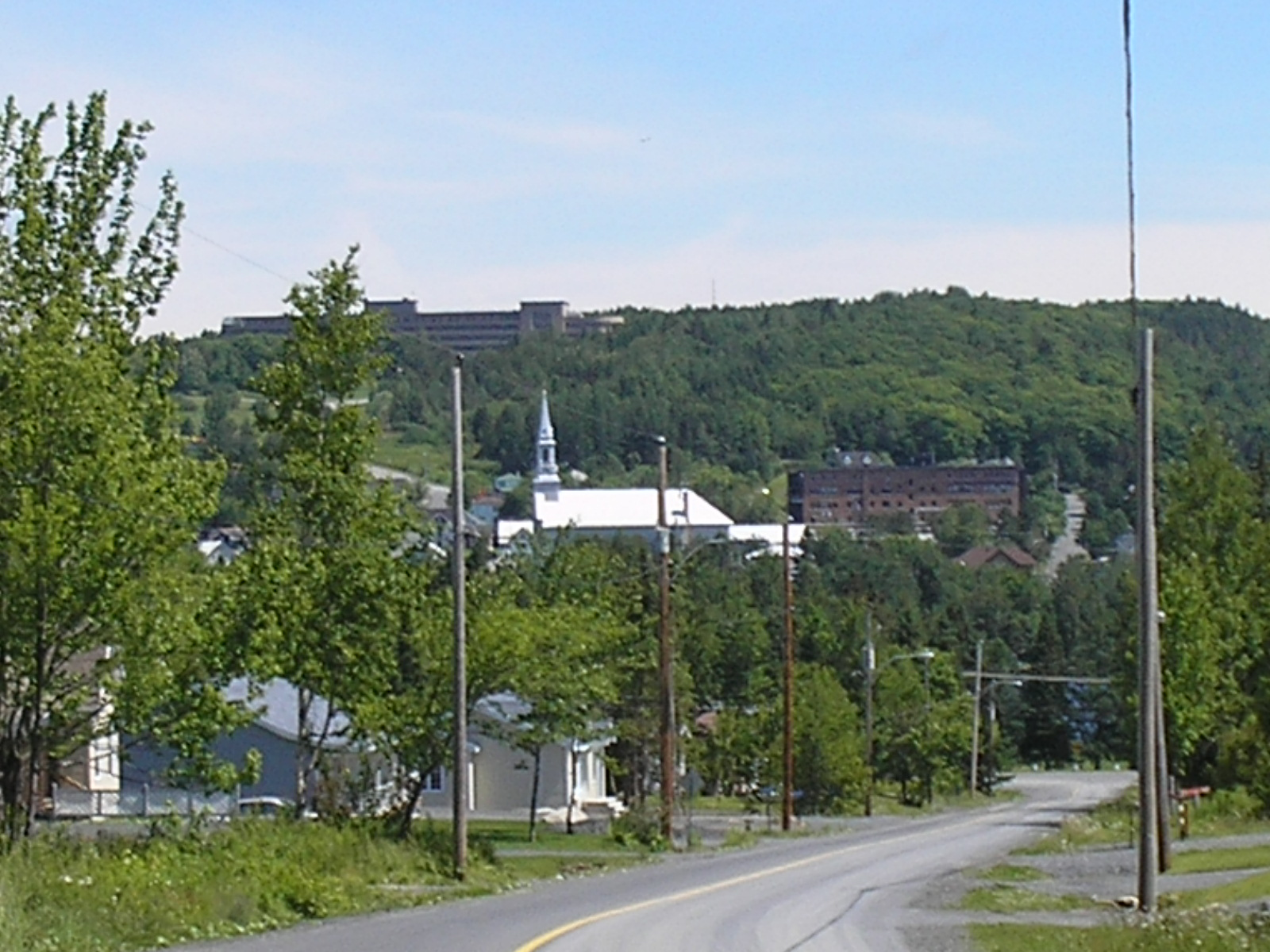
Lac-Etchemin

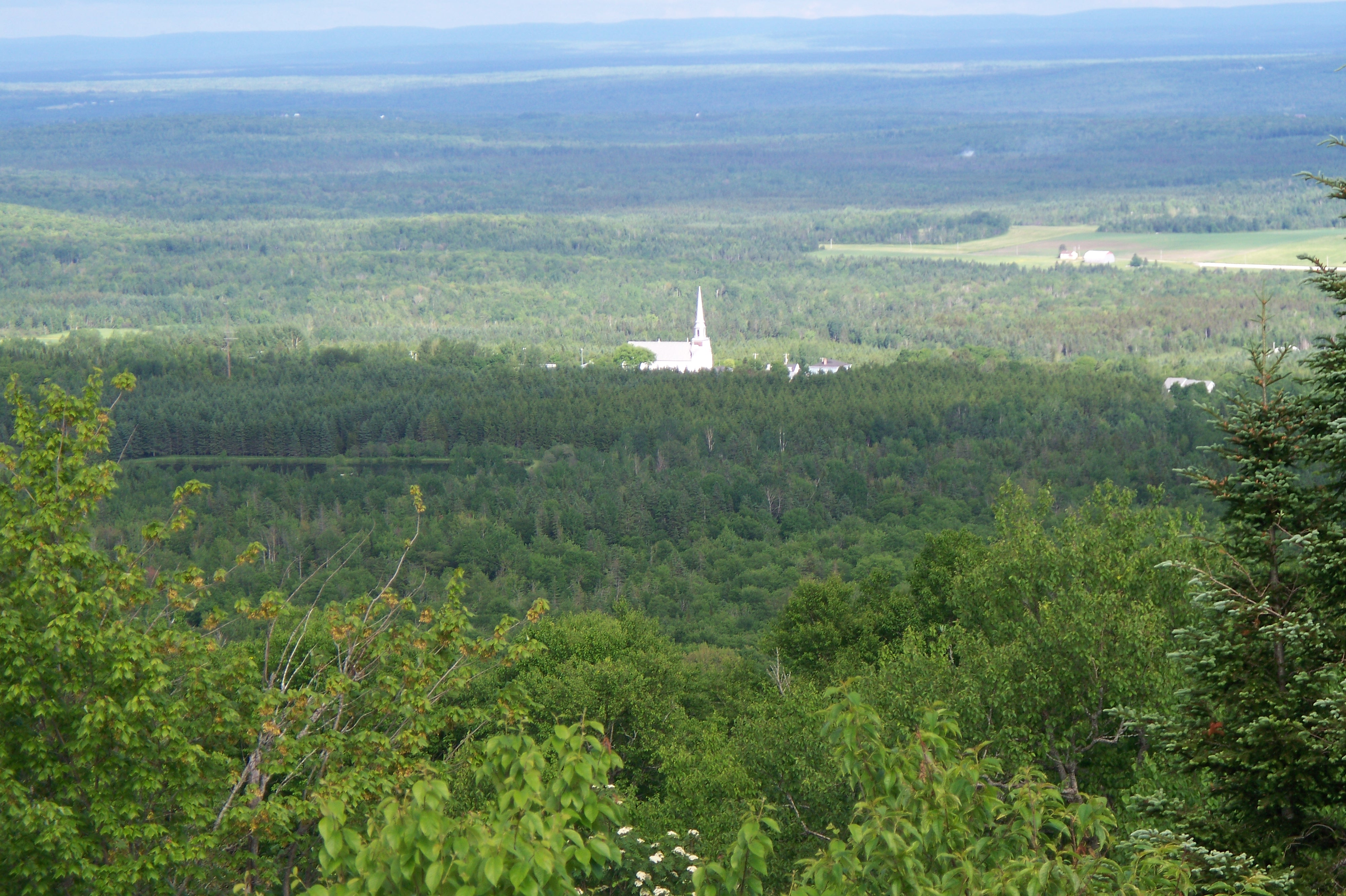
Sainte-Sabine

El MRC de Les Etchemins está ubicado en la parte sureste de Chaudière-Appalaches, por la frontera con los Estados Unidos. Limita al sur con el MRC de Beauce-Sartigan, al suroeste con Robert-Cliche, al noroeste con Bellechasse, al norte con Montmagny y al este con el condado de Somerset en el estado estadounidense de Maine. Su superficie total es de 1822 km², de los cuales 1807 km² son tierra firme. El relieve es ondulado con la cadena de Estrie en la gran parte del territorio, los Montes Notre-Dame al noroeste y las  Montañas Blancas al sureste. Los ríos Etchemin y Famine, en la cuenca hidrográfica del río San Lorenzo, y el Río Daaquam en la cuenca hidrográfica del río Saint-Jean, atraviesan el centro del territorio.

## Urbanismo
Las carreteras 204 y 276 atraviesan el territorio en la dirección este oeste. Las carreteras 275, 277 y 281 unen la región a Lévis al norte.

## Historia

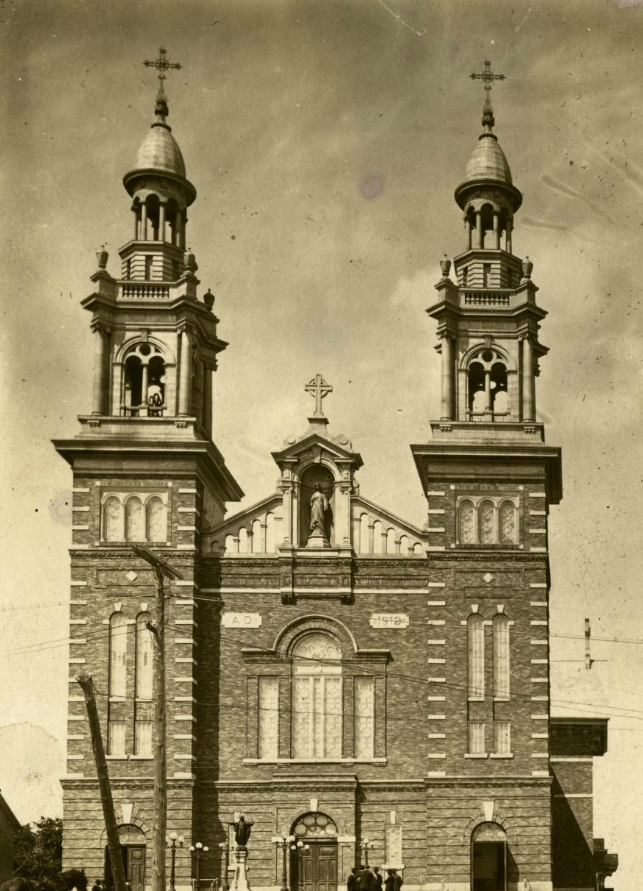
Iglesia Sainte-Justine en 1920

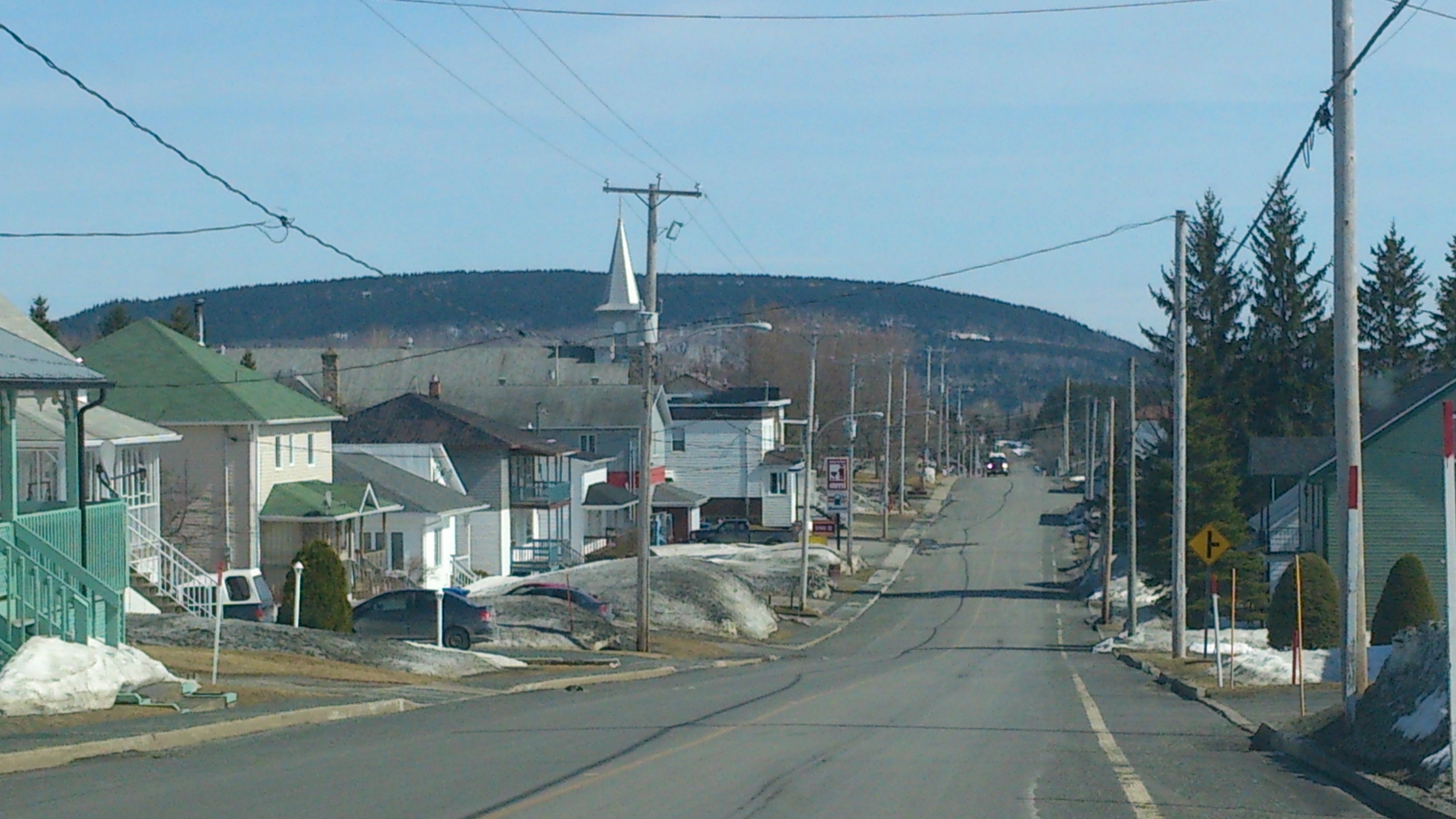
Saint-Luc-de-Bellechasse

El MRC de Les Etchemins fue constituido en 1982 con partes de los antiguos condados de Dorchester y de Bellechasse. Su topónimo recuerda la tribu de los Etchemins o Malécites, nombres franceses de los Maliseet.

## Política
El prefecto actual (2015) es Hector Provençal, alcalde de Sainte-Rose-de-Watford. El territorio del MRC forma parte de las circunscripciones electorales de Bellechasse y Beauce-Sud a nivel provincial y de Lévis-Bellechasse y de Beauce a nivel federal.

## Demografía
Según el censo de Canadá de 2011, había 17 254 habitantes en este MRC. La densidad de población era de 9,5 hab./km². La población ha disminuido de 745 personas (2,0 %) entre 2006 y 2011. En 2011, el número total de inmuebles particulares era de 8651, de los que 7365 estaban ocupados por residentes habituales, los otros siendo desocupados o segundas residencias. La población es en mayoría francófona y rural.
Evolución de la población total, 1991-2015

## Economía
La explotación forestal y el turismo por el Lago Etchemin y al Monte Original son las dos actividades económicas importantes.

## Comunidades locales
Hay 13 municipios en el territorio del MRC de Les Etchemins.
| Código | Nombre                   | Tipo      | Fecha de constitución | Área total (km²) | Área agua (km²) | Área tierra (km²) | Población 2014 | Gentilicio (en francés) | Densidad (hab./km²) | DT | Número de concejales | CEP                     | CEF                       |
| ------ | ------------------------ | --------- | --------------------- | ---------------- | --------------- | ----------------- | -------------- | ----------------------- | ------------------- | -- | -------------------- | ----------------------- | ------------------------- |
| 28005  | Saint-Zacharie           | Municipio | 18.04.1990            | 188,97           | 1,84            | 187,13            | 1721           | Zacharois, e*           | 9,2                 | S  | 6                    | Beauce-Sud              | Beauce                    |
| 28015  | Sainte-Aurélie           | Municipio | 03.04.1909            | 79,95            | 2,28            | 77,67             | 898            | Aurélien, ne*           | 11,6                | S  | 6                    | Beauce-Sud              | Beauce                    |
| 28020  | Saint-Prosper            | Municipio | 26.09.1887            | 134,19           | 0,55            | 133,64            | 3631           | Prospérien, ne*         | 27,2                | S  | 6                    | Beauce-Sud              | Beauce                    |
| 28025  | Saint-Benjamin           | Municipio | 09.01.1897            | 112,59           | 0,71            | 111,88            | 886            | Benjaminois, e*         | 7,9                 | S  | 6                    | Beauce-Sud              | Beauce                    |
| 28030  | Sainte-Rose-de-Watford   | Municipio | 17.11.1897            | 115,81           | 1,10            | 114,71            | 763            | -                       | 6,7                 | S  | 6                    | Bellechasse             | Lévis-Bellechasse         |
| 28035  | Saint-Louis-de-Gonzague  | Municipio | 17.03.1923            | 118,58           | 0,65            | 117,93            | 422            | Louisien, ne*           | 3,6                 | S  | 6                    | Bellechasse             | Lévis-Bellechasse         |
| 28040  | Saint-Cyprien            | Parroquia | 22.02.1918            | 94,33            | 0,81            | 93,52             | 515            | -                       | 5,5                 | S  | 6                    | Bellechasse             | Lévis-Bellechasse         |
| 28045  | Sainte-Justine           | Municipio | 01.01.1870            | 126,60           | 0,32            | 126,28            | 1808           | Justinien, ne*          | 14,3                | S  | 6                    | Bellechasse             | Lévis-Bellechasse         |
| 28053  | Lac-Etchemin             | Municipio | 10.10.2001            | 161,84           | 4,15            | 157,69            | 3927           | Lacetcheminois*         | 24,9                | S  | 6                    | Bellechasse             | Lévis-Bellechasse         |
| 28060  | Saint-Luc-de-Bellechasse | Municipio | 12.08.1921            | 159,86           | 0,09            | 159,09            | 465            | -                       | 2,9                 | S  | 6                    | Bellechasse             | Lévis-Bellechasse         |
| 28065  | Sainte-Sabine            | Parroquia | 26.08.1908            | 68,11            | 0,51            | 67,60             | 384            | Sabinois, e*            | 5,7                 | S  | 8                    | Bellechasse             | Lévis-Bellechasse         |
| 28070  | Saint-Camille-de-Lellis  | Parroquia | 11.01.1904            | 251,91           | 1,02            | 250,89            | 826            | Camillois, e*           | 3,3                 | S  | 6                    | Bellechasse             | Lévis-Bellechasse         |
| 28075  | Saint-Magloire           | Municipio | 01.01.1875            | 209,22           | 0,49            | 86,20             | 722            | -                       | 3,5                 | S  | 6                    | Bellechasse             | Lévis-Bellechasse         |
| 280    | Les Etchemins            | MRC       | 01.01.1982            | 1821,96          | 15,20           | 1807,76           | 16 968         | Etchemin,e              | 9,4                 | …  | …                    | Bellechasse, Beauce-Sud | Lévis-Bellechasse, Beauce |

DT división territorial, D distritos, S sin división; CEP circunscripción electoral provincial, CEF circunscripción electoral federal; * Oficial, ⁰ No oficial